# Hennessey (Oklahoma)
Hennessey é uma cidade  localizada no estado norte-americano de Oklahoma, no Condado de Kingfisher.

## Demografia
Segundo o censo norte-americano de 2000, a sua população era de 2058 habitantes.
Em 2006, foi estimada uma população de 2048, um decréscimo de 10 (-0.5%).

## Geografia
De acordo com o United States Census Bureau tem uma área de
9,6 km², dos quais 9,6 km² cobertos por terra e 0,0 km² cobertos por água. Hennessey localiza-se a aproximadamente 354 m acima do nível do mar.

## Localidades na vizinhança
O diagrama seguinte representa as localidades num raio de 28 km ao redor de Hennessey.